# Metroperiella atlantica
Metroperiella atlantica är en mossdjursart som först beskrevs av Ferdinand Canu och Ray Smith Bassler 1928.  Metroperiella atlantica ingår i släktet Metroperiella och familjen Bitectiporidae. Inga underarter finns listade i Catalogue of Life.